# تشاورش
تشاورش هي قرية في مقاطعة أرومية، إيران. يقدر عدد سكانها بـ 210 نسمة بحسب إحصاء 2016.